# Dorysthenes dentipes
Dorysthenes dentipes là một loài bọ cánh cứng trong họ Cerambycidae.